# 渡辺裕太
渡辺 裕太（わたなべ ゆうた、1989年〈平成元年〉3月28日 - ） は、日本の俳優、タレント。オンリーユー所属。ポップンマッシュルームチキン野郎劇団員。身長173cm。
俳優の渡辺徹と、タレント・女優の榊󠄀原郁恵夫妻の長男である。

## 略歴・人物
野菜ソムリエ、普通自動車免許の資格を持っている。趣味はフットサル、サッカー観戦、映画鑑賞、料理作り、野菜作り、ランニング。
「裕太」という名前は、「裕」の字は、父の徹が「太陽にほえろ!」で共演していた石原裕次郎から、「太」の字は、太陽にほえろの「太」から由来している。
レギュラー番組は日本テレビ『news every.』、『所さんの目がテン!』、テレビ岩手『5きげんテレビ』、NHK Eテレ『やさいの時間』、J:COM『えどみせ』、『かながわGreen's』。
東京都出身。幼稚園から和光学園に入学し、小学校・中高一貫を経て、武蔵野大学人間科学部社会福祉学科卒業。
高校時代まで芸能界入りを嫌がっていたが、在学中に演劇の授業を受けたことをきっかけに父の徹と同じ俳優業に興味を持つ。大学2年時に明治座アカデミーの12期生となる。
2010年に舞台に初出演。2011年に劇団マチダックスを立ち上げる。舞台公演のほか、町田市に密着したテレビ番組MCやイベントの司会などで活動。劇団マチダックスのほかに、2012年から劇団ポップンマッシュルームチキン野郎に所属。なお、2021年3月末をもって劇団マチダックスは解散した。
2013年2月から行われたテレビ番組『テレビシャカイ実験 あすなろラボ』の「限界集落に若者は戻ってくるのか」という企画の被験者選考オーディションに合格、同年4月に同番組で本格的タレントデビューとなる。番組のリニューアルに伴い当番組での放送は半年で終了になったが、裕太はその後1か月ほど現地滞在を続け、11月24日に単独特番『限界集落 完結スペシャル』としてその後の内容を放送した。
2014年1月6日より日本テレビ『news every.』における中継コーナーに週4曜日出演（2021年4月より火曜、木曜の週2曜日に変更）。
2014年2月16日放送『行列のできる法律相談所 第14回 芸能人のわがまま叶えますSP』（日本テレビ）に出演した際、女性アイドルグループ・アイドリング!!!、特に遠藤舞のファンでかつて握手会にも行ったことがあることを明かし、スタジオでグループを卒業したばかりの遠藤と対面。同年3月24日放送『好きになった人11』で面と向かって告白をした。
2016年より日本テレビ『所さんの目がテン!』実験プレゼンターとしてレギュラー出演。
2017年4月22日放送の有吉反省会で日出郎からは「『新宿2丁目』では壇蜜クラス」「エロ！」、IVANからも「2丁目ではあのタイプの子がすごいモテる」と言われた。
2017年渡辺裕太プロデュースコントライブvol1「アボカドときのこ」7月2日新宿シアターミラクル、vol2「レモンとえだまめ」12月3日神保町花月で開催しコメディアンとしての才能を開花し定期的にコントライブを開催する。
2017年12月16日「日出郎＆渡辺裕太 一夜限りのディナーショー」ホテル町田ヴィラにて初のディナーショー開催。企画の中で日出郎と結婚式披露宴を行う。
2018年12月23日、浅草東洋館「天狗連参る其の弐」に参加。古典落語「手紙無筆」を披露。共演：金原亭世之介、日出郎、神木優、松井悠（和悠斗）、金原亭駒平。
その後、天狗連俳遊という高座名でタレント落語を始める。
2020年より野菜ソムリエとしてYouTubeチャンネル『渡辺裕太の野菜ソムリエチャンネル』を配信。
2022年よりテレビ岩手『5きげんテレビ』金曜日メインMCとしてレギュラー出演。
2023年9月1日、岩手県紫波郡矢巾町で行われた、第15回ちゃぶ台返し世界大会で優勝した。
2025年4月よりNHKEテレ『やさいの時間』野菜しあわせ研究所所長として、レギュラー出演。

## 出演

### レギュラー番組

#### テレビ
- news every.（2014年1月6日 - 2023年12月26日、日本テレビ） - 生中継キャスター。2024年からは特集とスタジオ出演。
- 所さんの目がテン!（2016年1月 - 、日本テレビ） - 実験プレゼンター[16]
- 5きげんテレビ（2022年10月7日 - 、テレビ岩手） - メインMC（金曜）
- えどみせ（2023年10月 - 、J:COM） - MC
- やさいの時間（2025年4月- 、NHK Eテレ）
- サステナ探検隊　かながわGREENs（2025年7月-、J:COM）

### テレビドラマ
- コウノドリ 第3話（2015年10月30日、TBS） - 根岸大輝 役
- 魔法×戦士 マジマジョピュアーズ!（2018年4月1日 - 2019年3月24日、テレビ東京） - 大町秀雄 役

### その他テレビ番組
- MY☆テレ（2012年、J:COM） - メインMC
- じもっティ!（2013年4月 - 、J:COM） - メインMC
- テレビシャカイ実験 あすなろラボ（2013年4月 - 10月、フジテレビ系列）
  - 限界集落 完結スペシャル（2013年11月24日、フジテレビ）
- "迷宮"まほろ横丁-町田市は東京都です-（2013年10月 - 2014年3月、J:com）
- 幸せ!ボンビーガール（2014年6月 - 、日本テレビ） - 月1回レギュラー
- いきなり!黄金伝説。「母が見守るボロ家改造1ヶ月1万円生活!」（2015年10月29日・11月12日・12月10日 ほか数回、テレビ朝日）
- ニッポンぶらり鉄道旅（NHK BSプレミアム） - 旅人
  - 第112回 東急大井町線 (2017年11月9日)
  - 第126回 都営地下鉄浅草線 (2018年4月12日)
  - 第145回 小田急小田原線 (2018年11月8日)
  - 第158回 わたらせ渓谷鐵道 (2019年5月2日)
- NHK短歌 題「衣服」 選者:東直子（2018年12月2日、NHK Eテレ） - ゲスト
- 行列のできる法律相談所（日本テレビ）
- 世界一受けたい授業（日本テレビ）
- しゃべくり007（日本テレビ）
- 水曜日のダウンタウン（TBS）
- 池上彰のニュースそうだったのか!!（テレビ朝日）
- 昼めし旅（テレビ東京） - 不定期出演
- カイモノラボ（2025年6月 - 、TBSテレビ）[17] - カイモニスタ

### 舞台
- 桃は匂えど桜散り、君は舞う（2009年10月）
- すいません、私はもうすぐ着きます（2010年5月）
- 歳月（2010年11月） - 米吉 役
- よーいドン!!死神くん（2011年4月）
- 陛下に届け（2011年11月）
- BE MY BABY（2011年11月） - ジャーナリスト 役
- セルフポートレート（2012年2月） - スナフキン 役
- 首無し乙女は万事快調と笑ふ!（2012年5月）
- 熱海殺人事件（2012年8月） - 大山金太郎 役
- Ob-La-Di, Ob-La-Da（2012年10月） - 座長：松本悠 役
- ヤバイ! 帽子忘れた! 何か代わりのモノない?（2013年2月）
- うちの犬はサイコロを振るのをやめた（2014年7月）
- Kiss Me You〜がんばったシンプー達へ〜（2014年9月）
- プロデュースコントライブわたなべやしきvol.1「アボカドときのこ」（2017年7月2日）
- プロデュースコントライブわたなべやしきvol.2「レモンとえだまめ」（2017年12月3日）
- 落語　「天狗連参る」多数出演
- いまさらふたりでvol.2「家庭内文通」（2021年9月）
- プロデュースコントライブわたなべやしき「ノイズ温泉」サンモールスタジオ（2021年10月）
- プリエール「葉隠れ旅館物語」あうするぽっと（2021年11月）千二郎役
- ハルベリーオフィス「正太くんの青空」萬劇場（2022年1月）内堀役
- 企画演劇集団ボクラ団義「耳ガアルナラ蒼二聞ケ」CBGKシブゲキ！！（2022年3月）
- ピースインベーダー旗揚げ公演「小林秀雄先生来る」下北沢駅前劇場（2022年7月）
- プロデュースコントライブわたなべやしき「ナスとオクラ」キンケロシアター（2022年8月）
- 宿り木プロデュース公演Vol.1「あi」（2022年10月23日、新宿シアターブラッツ）- 日替わりゲスト
- プリエールプロデュース「マミィ！」（2024年1月）[18]
- ハルベリーオフィス「父との夏」（2024年7月 - 8月）[19]
- 村松みさきプロデュース vol.15 朗読劇「深夜のムーン」（2024年10月）[20]
- R老人の終末の御予定（2025年3月）[21]

### 映画
- 僕たちのアフタースクール（2011年）
- ほっぷすてっぷじゃんぷッ!（2018年） - 鶴岡一途 役
- ほっぷすてっぷじゃんぷッ!2（2018年） - 鶴岡一途 役
- メグ♡ライオン （2020年9月4日公開） - 神狩裕也（ウルトラタイガー星人） 役
- 囁きの河（2025年7月11日公開） - 今西文則 役[22]

### 落語
- 手紙無筆　浅草東洋館（2018年）
- 天狗裁き　浅草東洋館 （2019年）
- 権助魚　お江戸日本橋亭 （2020年）
- だくだく　お江戸日本橋亭 （2020年）
- 元犬　お江戸日本橋亭 （2021年）
- 茶の湯　グットストックトウキョウ（2022年）
- 転失気　浅草東洋館（2022年）
- 化け物使い　浅草東洋館（2023年）
- 鈴ヶ森　浅草東洋館（2024年）
- 後生鰻　浅草東洋館（2024年）
- 辰巳の辻占　浅草東洋館（2025年）

### 吹き替え
- ファインディング・ドリー（2016年） - ヒトデ3 役

### ラジオ番組
- 劇団マチダックスの1、2、3、4!（2012年10月 - 、エフエムさがみ） - メインパーソナリティ
- ラジオシアター〜文学の扉（TBSラジオ） - ラジオドラマ
  - 「清貧譚」（2016年7月17日）
  - 「竹青」（2016年7月21日）
- 岡田惠和 今宵、ロックバーで〜ドラマな人々の音楽談義〜　第350回（2021年9月19日、NHK-FM）[23]
- 朗読の世界（NHK-FM）
  - 湯本香樹実「夏の庭 The Friends」（2025年6月16日 - 7月18日、全25回）[24] - 朗読

### その他
- まちテレ（町田市広報課）
  - Vol.88『Anniversary』（2012年）
  - Vol.100『まちテレ』（2013年）
- まほろ横丁・TV（2013年 - 、町田駅前テレビ） - メインMC